# تشارلز كامينغز
تشارلز كامينغز (بالإنجليزية: Charles Cummings)‏ هو ممثل أمريكي، ولد في عقد 1870، وتوفي في 1918.

## وصلات خارجية
- تشارلز كامينغز على موقع IMDb (الإنجليزية)